# Koellensteinia
Koellensteinia é um género botânico pertencente à família das orquídeas (Orchidaceae). Foi proposto por Reichenbach f., em Bonplandia 2: 17, em 1854. A espécie tipo é a Koellensteinia kellneriana Rchb.f. O nome do gênero é uma homenagem ao Capitão Kellner von Koellenstein, orquidófilo austríaco.

## Distribuição
Este gênero abriga cerca de vinte espécies terrestres, raro epífitas ou rupícolas, de crescimento cespitoso, que habitam as florestas úmidas da Amazônia, e da maioria do território Brasileiro, ocasionalmente também nas capoiras e barrancos úmidos e pedregosos em meio aos arbustos, samambaias e capins. Cerca de metade das espécies estão registradas o Brasil.

## Descrição
Seu rizoma é curto e os pseudobulbos apresentam-se pequenos ou quase nulos, agregados, ovóides ou alongados, permanecendo escondidos pelas Baínhas foliares basais, no ápice com uma a três folhas, em regra lanceoladas, com muitas nervuras evidentes. Alta inflorescência racemosa, ereta, basal, que brota das axilas das Baínhas externas dos pseudobulbos, ostentando na sua metade apical até quatro dezenas de flores simultâneas, próximas ou um tanto quanto espaçadas entre si.
As flores geralmente são alvacentas ou maculadas de vermelho ou roxo. sépalas e pétalas parecidas entre sí, mais ou menos planas. A labelo é unguiculado, trilobado, de lobo central mais ou menos triangular e laterais oblongos, erguidos de forma paralela à coluna, e apresentando próximo à base uma calosidade proeminente, denteada, carnosa bilobada, voltada para trás. A coluna tem pé, é curta e carnosa, alargada na extremidade, com dois pares de polínias cerosas.

## Espécies
- Koellensteinia abaetana  L.P. Queiroz  (1987)
- Koellensteinia altissima  Pabst (1962)
- Koellensteinia boliviensis  (Rolfe ex Rusby) Schltr. (1918)
- Koellensteinia carraoensis  Garay & Dunst. (1976)
- Koellensteinia eburnea  (Barb.Rodr.) Schltr. (1918)
- Koellensteinia elegantula  Schltr. (1920)
- Koellensteinia florida  (Rchb.f.) Garay (1973)
- Koellensteinia graminea  (Lindl.) Rchb.f. (1856)
- Koellensteinia graminoides  D.E. Benn. & Christenson (1994)
- Koellensteinia hyacinthoides  Schltr. (1925)
- Koellensteinia ionoptera  Linden & Rchb.f. (1871)
- Koellensteinia kellneriana  Rchb.f. (1854)
- Koellensteinia lilijae  Foldats (1961)
- Koellensteinia lineata  (Barb.Rodr.) Garay (1973)
- Koellensteinia roraimae  Schltr. (1918)
- Koellensteinia spiralis  Gomes Ferreira & L.C. Menezes  (1997)
- Koellensteinia tricolor  (Lindl.) Rchb.f.  (1863)